# Keely Smith
Keely Smith, pseudonimo di Dorothy Jacqueline Keely (Norfolk, 9 marzo 1928 – Palm Springs, 16 dicembre 2017), è stata un'attrice e cantante statunitense di jazz e swing, che raggiunse una grande popolarità negli anni cinquanta e sessanta, grazie ai duetti con Louis Prima.

## Le origini
Sin da ragazza dimostrò una naturale attitudine al canto (non ha mai imparato a leggere la musica), e a 14 anni iniziò a cantare con la banda locale della Marina guidata da Saxie Dowell. All'età di 15 anni venne ingaggiata nella banda di Earl Bennett.
Nel 1948 Louis Prima era in Virginia e cercava una cantante, Keely ebbe una audizione, fu scelta e lasciò i tre fratelli e la lavanderia di famiglia. All'età di 21 anni, nel 1949, iniziò la sua prima tournée. Con Louis Prima registrò parecchi duetti e raggiunse il successo.

## Il successo con Louis Prima negli anni cinquanta
La coppia si sposò il 13 luglio 1953, e Keely divenne la quarta moglie di Louis, avendo con lui due figlie, Toni e Luanne.
Nel 1956 registra il suo album The Wildest! con Louis Prima che sarà premiato con il Grammy Hall of Fame Award 1999.
Probabilmente il loro più grande successo fu la canzone "That Ol'Black Magic", che nel 1958 entrò nella classifica americana dei dischi più venduti. Nel 1959 lei e Prima vinsero il loro primo Grammy Award.
Il loro spettacolo a Las Vegas, in cui lei e l'italoamericano Prima (supportati dal sassofonista Sam Butera) oltre che cantare recitavano in chiave ironica sul palco la loro relazione, fu un grande successo per gran parte degli anni cinquanta (e diede spunto ai duetti tra Cher e Sonny Bono dieci anni dopo). La coppia apparve anche nel 1959 nel film "Hey Boy! Hey Girl!", in cui lei cantava "Fever", e in molti altri film dell'epoca.

## Il divorzio e gli anni sessanta
Nel 1961 Smith divorziò da Prima per crudeltà mentale. Firmò un contratto con la Reprise Records, dove ebbe come direttore artistico Nelson Riddle. Il suo primo successo solista fu "I wish you love". Nel 1965 entrò nelle classifiche inglesi con un album di cover dei Beatles e la canzone "You're Breaking My Heart".

## Gli anni recenti
Dopo aver sposato il produttore musicale Jimmy Bowen, Keely Smith si ritirò dalle scene e crebbe le sue due figlie, vivendo in Nevada ed esibendosi occasionalmente a Las Vegas.
Nel 1985 tornò a incidere il singolo "I'm In Love Again" e vari album: "Swing, Swing, Swing" (2002), "Keely sings Sinatra" (2001 che ricevette una nomination ai Grammy Award), "Keely Swings Count Basie Style with Strings" (2002), "Vegas '58 - Today" (2005).
Smith ha reinciso "Oh Marie", una canzone del periodo con Louis Prima, rinominandola "Oh Louis".
Il 10 febbraio 2008, la Smith ha cantato "That Old Black Magic" con Kid Rock al 50º anniversario dei Grammy Awards trasmesso dalla CBS.

## Filmografia
- Il contrabbandiere (Thunder Road), regia di Arthur Ripley (1958)
- Senior Prom, regia di David Lowell Rich (1958)
- Hey Boy! Hey Girl!, regia di David Lowell Rich (1959)
- The Red Skelton Show – serie TV, 1 episodio (1963)
- Mr. Roberts (Mister Roberts) – serie TV, episodio 1x26 (1966)

## Curiosità
- L'attore Robert De Niro e il regista Martin Scorsese sono grandi fan di Louis Prima e Keely Smith e nei loro film inseriscono spesso le loro canzoni (Il cacciatore, Casinò, Toro scatenato, Mean Streets, Terapia e pallottole, Lo sbirro, il boss e la bionda).
- Nella versione italiana del film Il contrabbandiere (Thunder Road, 1958) di cui lei è protagonista femminile, Keely Smith ha la voce di Lydia Simoneschi.